# Valle de Roncal
El valle de Roncal (Erronkaribar en euskera batua y Erronkariko ibaxa o Kallesa en euskera roncalés) es un valle y una mancomunidad (entidad local de carácter tradicional) de la Comunidad Foral de Navarra (España), situado en la Merindad de Sangüesa.  Está enclavado al nordeste de la comunidad en la Cordillera de los Pirineos, dispuesto de norte a sur y recorrido por el río Esca. Comprende siete villas: Burgui, Garde, Isaba, Roncal, Urzainqui, Uztárroz y Vidángoz.

## Geografía
Ubicación
Limita al norte con Francia (departamento de Pirineos Atlánticos), al este con el Valle de Ansó (Huesca), al sur con Salvatierra de Esca (Zaragoza) y al oeste con el valle de Salazar.
Relieve
La orografía es fundamentalmente montañosa, dada su situación en los Pirineos, encontrándose en el valle la cumbre más elevada de Navarra: la Mesa de los Tres Reyes (2424 m) en cuya cima se encuentra una estatua de San Francisco Javier, colocada por el Club Deportivo Navarra.
Al Norte del valle está el  valle de Belagua, que es el único valle glaciar de Navarra. Se formó por lenguas de hielo del glaciar de Larra.  La reserva natural de Larra está más allá de este valle es donde es la culminación de Navarra: la Mesa de los Tres Reyes, y otros picos mayores (Lakartxela, Txamantxoia ,...). Es también uno de los macizos kársticos más grande en Europa.
Hidrografía
Los ríos son numerosos, siendo el principal el Esca (afluente del Aragón, que a su vez es afluente del Ebro), en la que se recoge el flujo de muchos arroyos (Belagua, Uztárroz, ...).
Flora y Fauna
La vegetación se compone de pinos y abetos, hayas, castaños, robles entre otros.
En el valle de Roncal habitan varios animales en peligro de extinción como el osos de los Pirineos.
Clima
El clima varía entre el subalpino en las partes más altas y el submediterráneo en las bajas. Los veranos son cortos y templados, sucediendo a largos y duros inviernos nevados, que permiten la práctica del esquí.
-

## Demografía
| municipio | 1975 | 1981 | 1986 | 1991 | 1996 | 2001 | 2005 |
| --------- | ---- | ---- | ---- | ---- | ---- | ---- | ---- |
| Vidángoz  | 138  | 133  | 120  | 111  | 117  | 106  | 114  |
| Burgui    | 318  | 287  | 278  | 258  | 253  | 233  | 235  |
| Garde     | 244  | 236  | 229  | 217  | 201  | 189  | 185  |
| Isaba     | 681  | 652  | 605  | 586  | 562  | 510  | 481  |
| Roncal    | 413  | 422  | 415  | 387  | 364  | 331  | 303  |
| Urzainqui | 157  | 150  | 129  | 120  | 111  | 103  | 106  |
| Uztárroz  | 393  | 377  | 340  | 324  | 289  | 242  | 220  |
| TOTAL     | 2344 | 2257 | 2116 | 2003 | 1897 | 1714 | 1644 |

## Historia
Los vestigios prehistóricos como el dolmen de Arrako y el cromlech que lo rodea en las campas de Belagua o los de Roizu, y Sakulo así como los ajuares que se han hallado en ellos dan fe de la ocupación humana del valle del Roncal desde el Neolítico y la dedicación ganadera y pastoril de sus habitantes.

### La batalla de Olast
La batalla de Olast o Ollate se produjo en el año 732 (algunos historiadores la sitúan en el año 785) y fue un importante hito histórico para los habitantes del Valle de Roncal del que se derivaron diferentes privilegios y prerrogativas.
Esta batalla se produjo durante la incursión de los musulmanes por los Pirineos y tras la batalla de Poitiers. Las fuerzas de Abd al-Rahman el Gafequi caudillo del Califato de Córdoba presentaron batalla a las fuerzas del Valle el Roncal en el sitio conocido por Olast cerca de Yesa. En el enfrentamiento cayó prisionero el caudillo de Córdoba Abderraman y una guerrera roncalesa le cortó la cabeza.
Este hecho hizo que en todos los escudos de los pueblos y del valle figure una cabeza con rasgos árabes en conmemoración y recuerdo del mismo.
En el año 852 muere en Isaba el rey pamplonés Íñigo Arista, llamado "El vascón", que ennobleció la misma como señala García de Góngora y Torreblanca. Dos años antes, en 850,  san Eulogio de Córdoba  manda una carta a Willesindo, obispo de Pamplona, en la que hace referencia a una visita realizada por él al monasterio de Urdaspal, en Burgui, diez años antes.
El rey Sancho Ramírez hace donación al Monasterio de Leyre de la iglesia de Burgui y el monasterio de Urdaspal así como el monasterio de San Martín y la iglesia de Roncal, la de Vidangoz y las de Garde y Navarzato. En el año 1090 hay disposiciones que hacen referencia a la repoblación de la zona Urdaspal disponiendo ciertos privilegios para los que vayan a vivir allí. Cuando en 1087 se reparten el reino después del fratricidio de Peñalén el valle del Roncal queda unido al reino de Aragón hasta 1127 que con la llamada "paz de Támara" se restaura el reino de Pamplona. Alfonso I el Batallador dice reinar "in Aragonia, in Irunia, in Navarra, in Superarbe, in Ribagorza et in Roncal".
En 1212 en la  batalla de las Navas de Tolosa participan los roncaleses con la presencia destacable del gobernador de los castillos de Burgui y de Isaba Ximeno de Aibar.

### Conquista de Navarra
En la guerra entre beaumontés y agramontés los roncaleses se ponen al lado de Juan II, rey de Aragón y de Navarra aunque sus relaciones con el príncipe Carlos de Viana (hijo de Juan II y pretendiente al trono de Navarra) había sido muy buena y sus vecinos eran partidarios de él.
El 21 de septiembre de 1512 los roncaleses reconocen a  Fernando el Católico como rey el cual ratifica los fueros del valle. El 18 de octubre entra al Roncal un ejército agramontés al mando de Juan de Albret y La Palice con la intención realizar la reconquista de la Navarra peninsular. Después de dos días de asedio conquistan el fuerte de Burgui (el cual tenía 15 veces menos fuerzas que la atacantes). Fueron varias las escaramuzas entre los diferentes bandos en las cuales hubo participación de gentes del Roncal en ambos lados.
Carlos I otorgó a los habitantes del valle del roncal el privilegio de la infanzonía e hidalguía universal así como el uso y aprovechamiento de los pastos de las Bardenas Reales y la exención de pagos de cuarteles y alcabalas en guerras con Francia y el Señorío de Bearne.
Durante la Guerra de los 30 años (entre los años 1618 y 1648) los roncaleses participan activamente mediante la defensa de los puertos y pasos que hay en su entorno.
En la Guerra de Sucesión (1701-1715) Navarra y con ella el Roncal tomó partido por el duque de Anjou y se enfrentó con sus vecinos aragoneses que apostaban por el Archiduque de Austria. Las fuerzas roncalesas destacaron en estas batallas obteniendo el reconocimiento de Felipe V.
En la Guerra de la Convención, que se produce entre 1793 y 1795, nuevamente España se enfrenta a Francia y los habitantes del valle del Roncal deben defender la frontera. A partir del 25 de junio de 1793 aparecen las "convenciones" en la frontera y los roncaleses acuden a la defensa de la misma bajo las órdenes de Pedro Vicente Gambra que era el capitán de guerra del valle que ataca a los franceses y los hace retroceder adentrándose las tropas roncalesas hasta Santa Engracia de Sola. El contraataque francés hizo que se movilizaran también las mujeres que subieron a la frontera armadas de armas blancas. El 7 de octubre los franceses entran en el valle de Belagua quemando la ermita de Arrako siendo repelidas por las tropas comandadas por Pedro Vicente Gambra.
Los vecinos de ambos lados de la frontera se comprometieron a respetar sus propios límites pero finamente la guerra se mantuvo teniendo los roncaleses que seguir participando en la defensa de la frontera y de la fábrica real de armas de Orbaiceta en el vecino  valle de Aézcoa.

### En elsigloXIX
La guerra de la Independencia, que se desarrolló entre los años 1808 y 1814,  tuvo, como las anteriores guerras entre España y Francia, una gran repercusión en el valle. La Junta de gobierno que se celebró el 14 de julio de 1808 nombra a cuatro comisionados que se ponen en contacto con la Diputación de Navarra y el General Palafox que mandaba las tropas españolas en Aragón. Las tropas del valle participaron en varias escaramuzas en diferentes localidades vecinas contra los franceses. Las villas de Urzainqui e Isaba fueron incendiadas.
El párroco de Uztárroz, Andrés Martín, destacó como figura en el valle a favor de los carlistas junto a Hilarión Marco que crean la División Real en Uztárroz y que interviene en Bidangoz. Zumalacárregui defiende la entrada del valle y el hospital militar de Garde. Los liberales del valle se refugian en Francia. La postura queda claramente definida cuando el día 1 de mayo el concejo de Isaba declara su posición en defensa de "el trono y del altar" y escriben una carta a la Diputación de Navarra manifestando su lealtad al rey. En 1826 se formaron compañías de voluntarios de los diferentes pueblos para la defensa de la frontera.
Durante la Primera Guerra Carlista (1833-1839) los roncaleses facilitaron el paso por la frontera a  Espoz y Mina para que dirigiera las operaciones en el bando liberal. En la guerra de 1872-1876 la mayoría de las villas del valle, con Isaba a la cabeza, se decantaron por el bando liberal.

### En la república
Después de que se proclamara la República Española el 14 de abril de 1931 se celebraron elecciones a Cortes en 28 de junio, en las que resultaron elegidos 10 representantes, 5 "católico-fuerista" con los que se alió el Partido Nacionalista Vasco y otros 5 "republicano-socialistas".
En julio se inaugura la sede del Partido Republicano autónomo y una Asociación de Trabajadores vinculada con UGT en Isaba y en 1933 se forman las Juventudes Socialistas que tendrían mucha actividad en los diferentes pueblos del valle. Con la república renace el espíritu cultural y la enseñanza del euskera, José Estornés Lasa comenzó a enseñar la lengua a los niños de Isaba.

### Conformación de la entidad "valle del Roncal"
La organización mancomunada que da entidad al valle del Roncal se cita ya en documentos del  reino de Pamplona Nájera en el año 1098.
El primer documento conocido en el que se cita al Valle de Roncal es una escritura de donación del monasterio de Burdaspal (próximo a Roncal), allá por el siglo XI.
La necesidad de conjugar el conjunto de intereses que se han venido dando en el valle, intereses a veces contrapuestos, ha sido el motivo de la conformación de un ente administrativo que a la vez ha dado carácter y unidad a los habitantes del valle. Desde los siglos VIII y IX se han mantenido unos fueros y unos derechos que le han dado unas altas cuotas de autonomía lo que le ha permitido tener escudo, bandera, ejército, parlamento y leyes propias. Así como una estructura administrativa comunal, una mancomunidad, o "unibersidad",  y un órgano de gobierno, la denominada "Junta del valle del Roncal" en la cual están representados todos los pueblos del valle los cuales ostentan el título de villa. La estructura social marcaba pautas y roles haciendo uso activo de la indumentaria. Los roncaleses se han destacado por su compromiso y trabajo, tanto en tiempos de paz como en tiempos de guerra cuando han participado con su ejército en diferentes batallas al lado de los reyes de Navarra.
En documentos de 1305 se encuentra la denominación de "comunitate terre de Roncal" para referirse al valle del Roncal lo que atestigua la existencia de la misma. Las villas que conformaban el valles eran 8, Navarzato, Burgui, Roncal, Vidángoz, Garde, Urzainqui, Isaba y Uztárroz. La de Navarzato ya no existe y sus terrenos han sido diluidos en la propiedad comunal.
El "Contrato de la Unión y Régimen de los Panificados", documento que se firmó en Urzainqui el 15 de junio de 1345, marca las primeras ordenanzas por las que se regirá el valle. Por él también se sabe que se venía reuniendo de una forma habitual anualmente una representación de todas las villas del valle para tratar diferentes asuntos de comunes.
En el "Contrato de la Unión y Régimen de los Panificados" se establece que las normas de uso de los diferentes recursos y se señalan las actividades a las que se dedicaban los habitantes del Roncal donde la ganadería figura como actividad principal y la agricultura como complementaria. El documento dice 

que los unos dezian que sin panificados he bedado no fuessen los terminos que labor se fazian que aquellas labores e panes con que se abian a mantener en la vida presente, que los ganados les destruyan sus panes, tanto que los de quiheran como a la yglesia de sus diezmos e primicias.

De este documento hay una copia que data de 1582 que encargó Isaba, el documento original, que se guardaba en el "Archivo del Valle" ubicado ene se mismo pueblo debió de destruirse el incendio de septiembre de 1427. El historiador Florencio Idoate sostiene que el año de la firma del documento original es  1435 y no 1345.
En el siglo XIV aparece la figura de juez alcalde del Valle. La Junta formada por los delegados de cada villa trataba problemas y asuntos de índole comunal y de aprovechamiento de pastos y recursos. También resolvía conflictos. Hubo pleitos en varias ocasiones como en 1568 y 1581 que se enfrentaron el Valle contra Urzainqui, o cuando Isaba compró al rey una parte de las tierras fronterizas con Francia en 1665 por tener cuestiones que el resto de las villas no hacían suyas esta venta se revocó por decisión de las otras villas. Los pastos han llevado a diferentes pleitos, algunos complicados como los de 1856 y 1862.
El real decreto de 8 de junio de 1813, en el que se daba a Isaba y Vidangoz el uso exclusivo de sus tierras en contra de la mancomunidad así como algunas disposiciones en 1837 y 1841 en el contexto de la abolición foral, fueron en contra del régimen peculiar del Roncal pero las sentencias de 1857, 1860 y 1862  dieron un espaldarazo definitivo al mismo al asentar la servidumbre de pastos y el cogoce de los mismos.

### Denegación de la presencia en Cortes
La presencia del Valle del Roncal en las Cortes del Reino de Navarra fue un objetivo perseguido por sus habitantes durante mucho tiempo. En 1607 los representantes del Valle del Roncal reclamaron un asiento en las cortes y les fue denegado alegando que eran villas de escasa importancia tanto en número de habitantes como en riqueza y por razón de costumbres, hablaban euskera y 

...no hay personas de partes y de buen hábito, para que puedan venir a hallarse en las Cortes, porque todos los vecinos de las dichas villas, sin exceptuar ninguno, andan vestidos de ‘roncal’ y sin capa y con abarcas. Y que este es un hábito muy indecente y sería cosa indigna, que personas con tal hábito tuviesen asiento en Cortes.

estos mismos argumentos fueron los utilizados para denegar el asiento en Cortes en 1785 aunque parece que la verdadera razón era la de no crear un precedente que pudiera ser usado por otros valles y entidades para exigir su representación directa en las Cortes.

## Administración

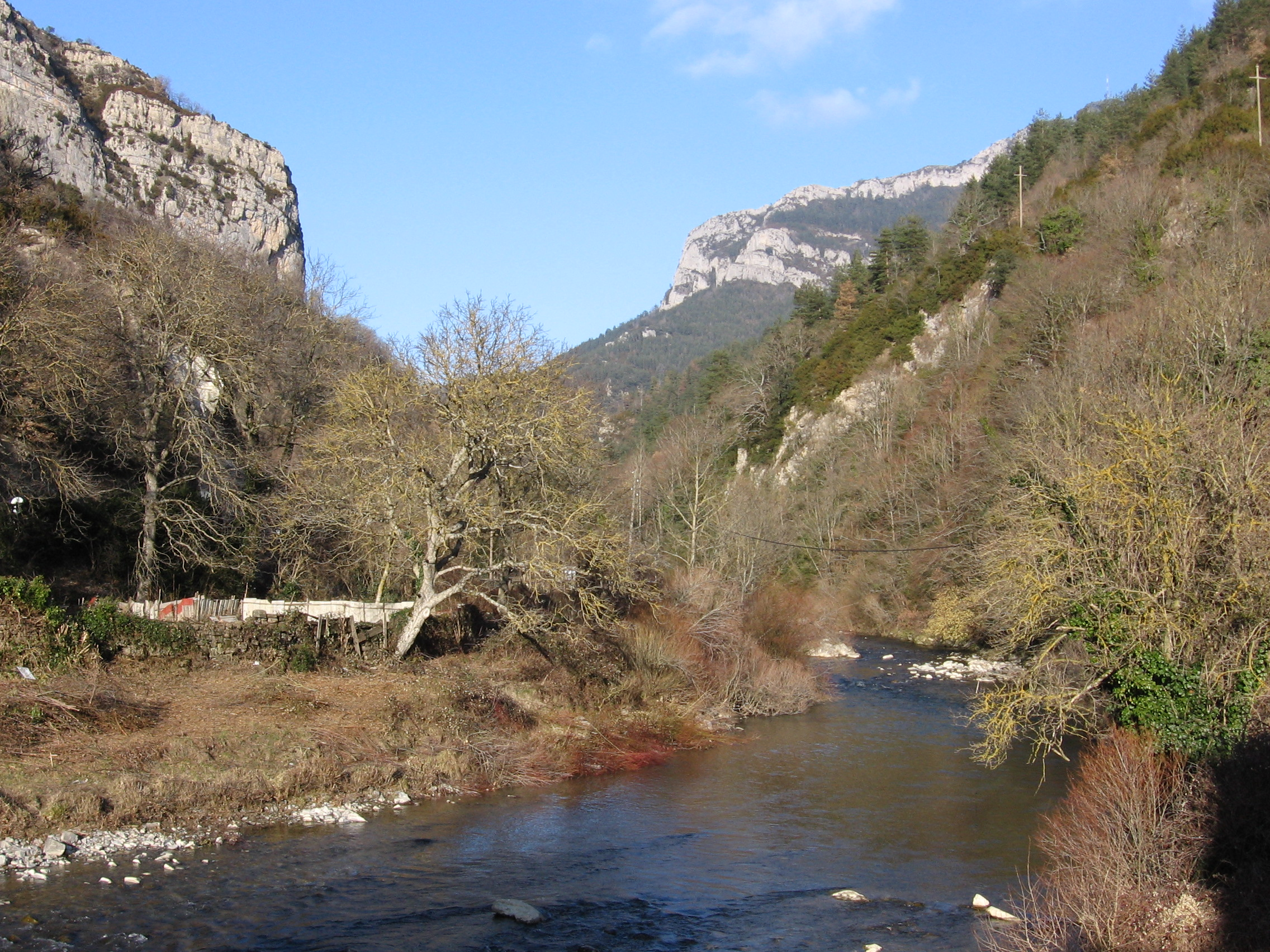
Valle de Roncal cerca de Urzainqui.

El valle es una de las Comunidades tradicionales, citadas en el Art. 3 de la Ley Foral 6/1990, de Administración Local de Navarra, que la reconoce como entidad local. El valle está formado por siete villas constituidas en municipio. Estos municipios se agrupan dentro de la Junta del Valle de Roncal (Asamblea del Valle de Roncal), una agrupación de carácter tradicional del valle. La Junta está compuesta por 21 miembros: tres por municipio, incluido el alcalde de cada uno de ellos. Las reuniones se celebra tradicionalmente en Roncal, capital del valle, el alcalde de este municipio es el encargado de presidir la junta. Sin embargo, en julio y septiembre, la reuniones se celebraron en Isaba y Urzainqui, respectivamente, mientras que la presidencia fue asumida por los alcaldes de estos municipios.
La Asamblea tiene competencia en varios asuntos concernientes a los intereses comunes del Valle: el desarrollo económico, turismo, medio ambiente, agricultura etc. Los actos de la junta fueron ejecutados en el marco jurídico de la Comunidad Foral de Navarra y España.
En la administración territorial, del valle está incluido en la comarca geográfica de los Pirineos Orientales (Roncal-Salazar), la Merindad de Sangüesa y el partido judicial de Aoiz.
El valle del Roncal es uno de los cogozantes de las Bardenas Reales de Navarra.

## Cultura
- Museo etnográfico de Isaba.

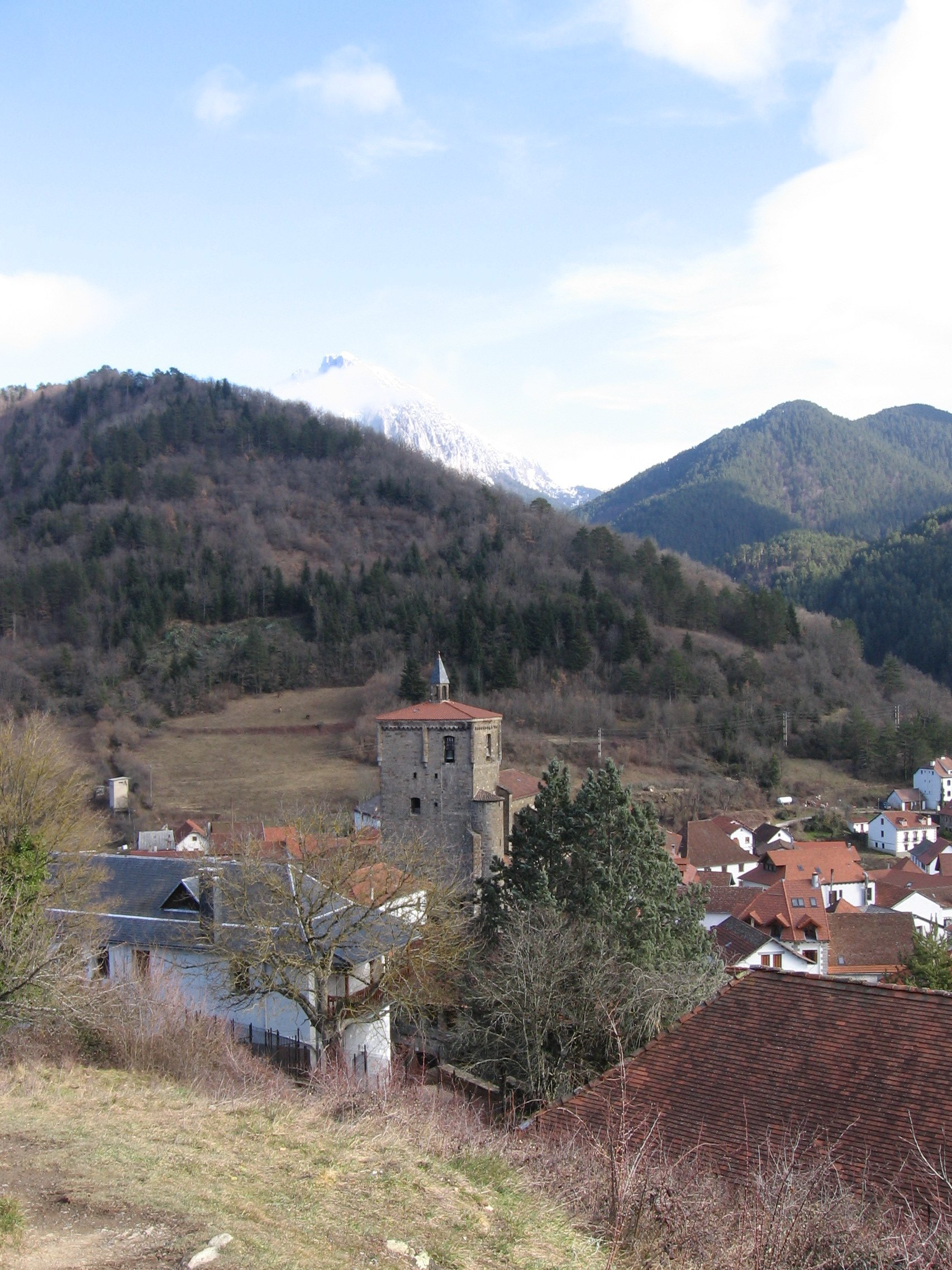
Isaba.

- Centro de Interpretación de la Naturaleza de Roncal.
- Casa Museo de Julián Gayarre.
- Mausoleo de Julián Gayarre (obra de Mariano Benlliure).
- Arquitectura popular.

## Lengua
El valle de Roncal pertenece a la zona mixta de la Comunidad Foral de Navarra, donde el euskera es cooficial, y puede ser utilizado por todos los ciudadanos en sus relaciones con la administración junto con el castellano.
La mayoría de los habitantes del valle solo habla castellano y menos del 20% de los habitantes del valle conocen el euskera, con variaciones según el municipio, como se muestra en la tabla de abajo.
| municipio | castellano como única lengua | hablan euskera | % Vascoparlantes |
| --------- | ---------------------------- | -------------- | ---------------- |
| Vidángoz  | 98                           | 8              | 7,55%            |
| Burgui    | 198                          | 35             | 15,02%           |
| Garde     | 180                          | 9              | 4,76%            |
| Isaba     | 387                          | 123            | 24,12%           |
| Roncal    | 258                          | 73             | 22,05%           |
| Urzainqui | 87                           | 16             | 15,53%           |
| Uztárroz  | 193                          | 49             | 20,25%           |
| TOTAL     | 1401                         | 313            | 18,26%           |

En el valle se ha perdido la transmisión intergeneracional del euskera ya que en 1991 falleció Fidela Bernat, última hablante nativa de la variedad roncalesa del euskera. En la actualidad, los vascohablantes del valle o lo han aprendido como segunda lengua o si son vascoparlantes nativos o son hijos de padres originariamente castellanohablantes o de padres vascohablantes de otras zonas. El desarrollo de la educación en euskera desde los años 80 ha promovido la asimilación del euskera unificado o euskera batua, que ha sustituido al antiguo dialecto local: euskera roncalés o uskara. Luis Luciano Bonaparte lo consideraba un subdialecto del dialecto suletino hablado en la provincia vascofrancesa de Sola. Sin embargo, otros autores como Resurrección María de Azkue lo consideran como un dialecto independiente. El aislamiento del valle explica, probablemente, sus peculiaridades, el roncalés es considerado el más original de los dialectos vascos, pero también como uno de los más puros y más conservadores.

### El habla de los del Roncal
La lengua utilizada a lo largo de toda la historia en el valle del Roncal ha sido el euskera que fue siendo sustituido por las nuevas lenguas latinas, primero por el romance navarro-aragonés y luego por el castellano.
Las primeras frases escritas en la variedad del euskera del roncal se encuentran en la documentación que sobre el proceso de brujería de Burgui realizado en 1569. A finales del siglo XIX se mantenía el euskera como lengua común en el valle pero ya iba siendo sustituida por el castellano. Aun cuando la situación geográfica del valle era propicia para la conservación de la lengua, dado su relativo aislamiento de los territorios donde el castellano o el francés se habían impuesto, el traslado y estancia en las Bardenas Reales, situadas en plena rivera navarra donde el castellano era la lengua usada, en las invernadas con los rebaños de ovejas propició y ayudó a que el castellano fuera relegando al vasco.
En el año 1970 se mantenían en el Valle del Roncal 5 personas que hablaban euskera, 3 de ellas en Uztarroz, una en Isaba y otra en Urzainqui.
La lengua hablada por los roncaleses fue clasificada por Luis Luciano Bonaparte como el dialecto suletino, subdialecto roncalés en el que distinguía varias variedades, el Vidangoz para Burgui, Garde y Vidangoz; el Urzainqui para Urzainqui y Roncal y el Uztarroz para el de Uztarroz e Isaba. Esta clasificación ha tenido varias modificaciones.
Como muestra del vasco roncales está la carta que el tenor Julián Gayarre escribió a su tía desde Barcelona en 1884.

Barcelona, 19 de diciembre de 1884. Ene tia Juana maitia. Eugenia sin da arro onqui. Queben gaude anisco onqui guciac eta ori nola dago? Nai din sin cona ichasaaren ecustra? anisco andia da tia Juana. Nai badu nic dud anisco deiru orenaco vidagearen pagateco quemengo ostatiaren pagataco. Ezdi eguiten quemen ozic batrere, chatan degu queben anisco onqui eta guero artan dugu iror nescache postretaco eta gazte eta polit ¡Ha! ¡cer vizia! ¡Tia Juana maitia, amar urte chiquiago bagunu...! Gorainzi guzientaco eta piyco bat nescachi pollit erroncari guziat.-Julián. 

 Mi querida tía Juana. Eugenia ha venido harto bien. Aquí estamos todos muy bien y usted ¿cómo está? ¿Quiere venir aquí a ver el mar? Es muy grande, tía Juana. Si quiere yo tengo mucho dinero para ello, para pagar el viaje, para pagar el hospedaje. No hace aquí nada de frío, comemos aquí muy bien y luego tenemos para postre tres mocitas y bonitas ¡Ha! ¡qué vida! ¡Tía Juana querida, si tuviéramos diez años menos! Recuerdos para todos y un pellizquito a todas las chicas, a todo Erronkari.

El hablar del Roncal se ha distinguido por una buena pronunciación en conversación fluida y rápida donde se propiciaba una buena atención al escuchar. El alfabeto roncalés tiene las vocales a, e, i, o, u y las consonantes del castellano más la "tt" la "ts", la "tz" y la "x" que suena igual que la "ch" francesa y raramente, j y f. Los significantes y los artículos van unidos sin ligazón alguna, como ocurre en otros dialectos del euskera, así de ogi y el artículo a se obtiene ogia (el pan). La construcción de palabras mediante el método de la aglutinación de afijos hace que la riqueza de términos sea muy amplia cubriendo el diccionario del euskera roncales unas veinte mil acepciones castellanas gracias al juego de las combinaciones y a la afijación.
El roncales es pobre en verbos de conjugación sintética y rico en modismos y proverbios, distingue en la segunda persona el "usted", el "vos" y el "tú".
La fonética del roncales tiene característica como la nasalización, la asimilación, la elisión vocálica, algunos diptongos especiales, la incorporación de la vocal "i", diversas pronunciaciones de la "d" final, "r" final suave, y la inicial "i" seguida de otra vocal.

## Municipios
- Burgui,
- Garde,
- Isaba,
- Roncal,
- Urzainqui,
- Uztárroz
- Vidángoz.

## Gastronomía
- El queso de Roncal.

## Ocio
Los atractivos turísticos más importantes del Valle son:
- Macizo de Larra-Belagua y el Valle de Belagua
- Pistas de esquí de fondo
- Senderos señalizados y el paisaje pirenaico